# Plaza de San Felipe (Zaragoza)

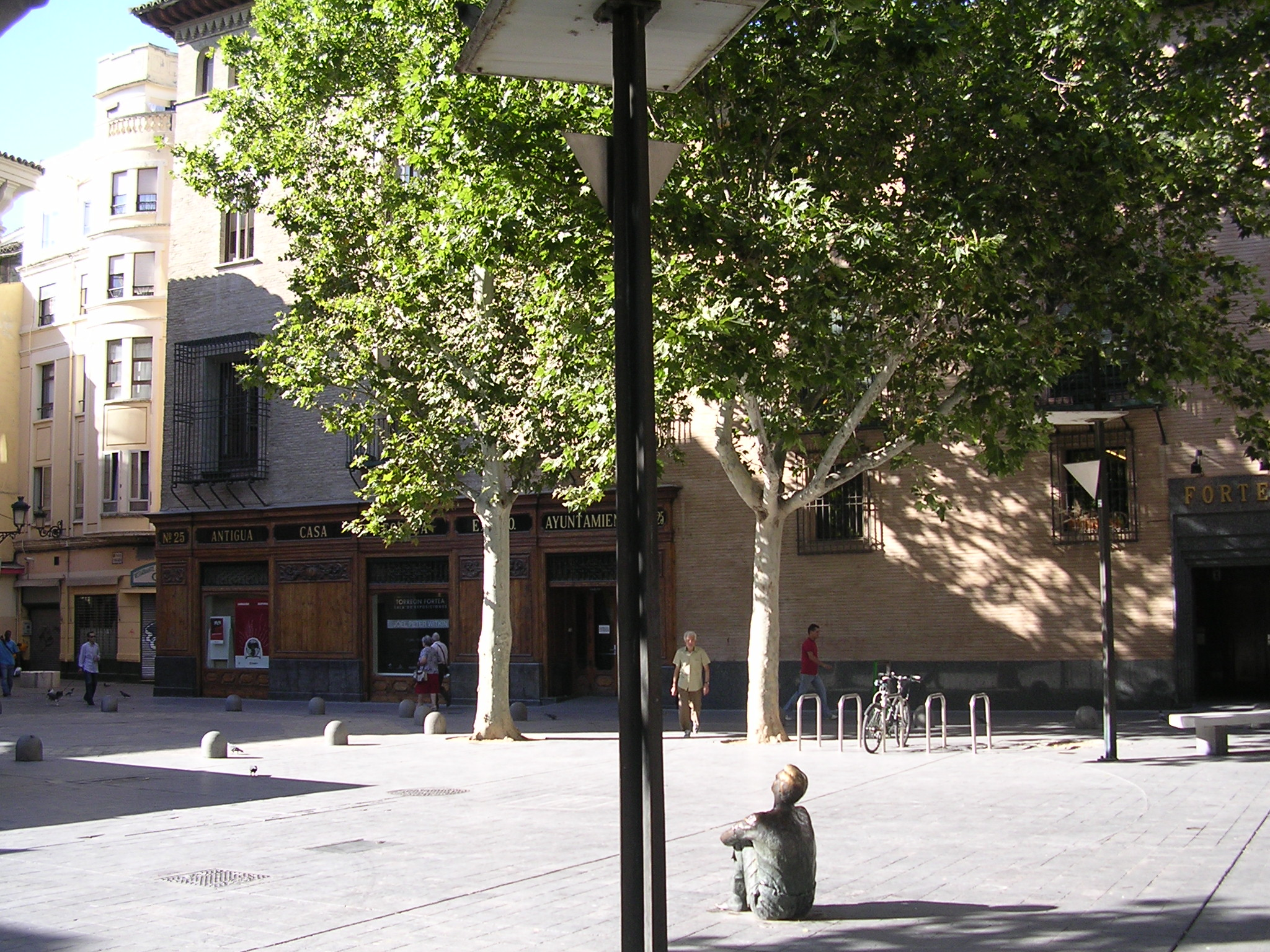
Plaza de San Felipe. En el suelo está marcado el lugar donde se alzaba la Torre Nueva. Se observa también una estatua de un niño mirando hacia la desaparecida torre.

La plaza de San Felipe está ubicada en el casco histórico de la ciudad de Zaragoza. Se accede a ella principalmente desde la Calle Alfonso I a través de la calle Torrenueva o por la peatonal calle Antonio Candalija. También se puede acceder por la calle del Temple.
La plaza destaca por la gran belleza de sus edificios y por ser un lugar tranquilo y apacible en el que relajarse paseando.
En el pasado la plaza servía como lugar de encuentro y venta de mercaderes de las calles adyacentes que se dedicaban al trabajo artesanal y utilizaban los alrededores de la torre como mercadillo.
Destacan una serie de edificios que son:
- La Iglesia de San Felipe y Santiago el Menor una buena muestra de la arquitectura barroca de Zaragoza.
- El Palacio de los Condes de Argillo - Museo de Pablo Gargallo, palacio renancentista aragonés perteneciente durante el siglo XIX a la familia que le da nombre y está declarado Monumento Nacional desde 1944 . En la actualidad contiene un museo monográfico sobre el escultor aragonés.
- El Torreón de Fortea es una pequeña torre medieval de estilo mudéjar y es el mejor ejemplo que conserva la ciudad de arquitectura civil mudéjar del siglo XV. En la actualidad pertenece al ayuntamiento de la ciudad y alberga una sala de exposiciones y servicios del ayuntamiento.
- La Casa Montal es una casa-palacio de los siglos XV-XVI. Alberga un restaurante y una tienda de alimentación gourmet. En el sótano se encuentra un pequeño museo sobre la desaparecida Torre Nueva.

## La Torre Nueva

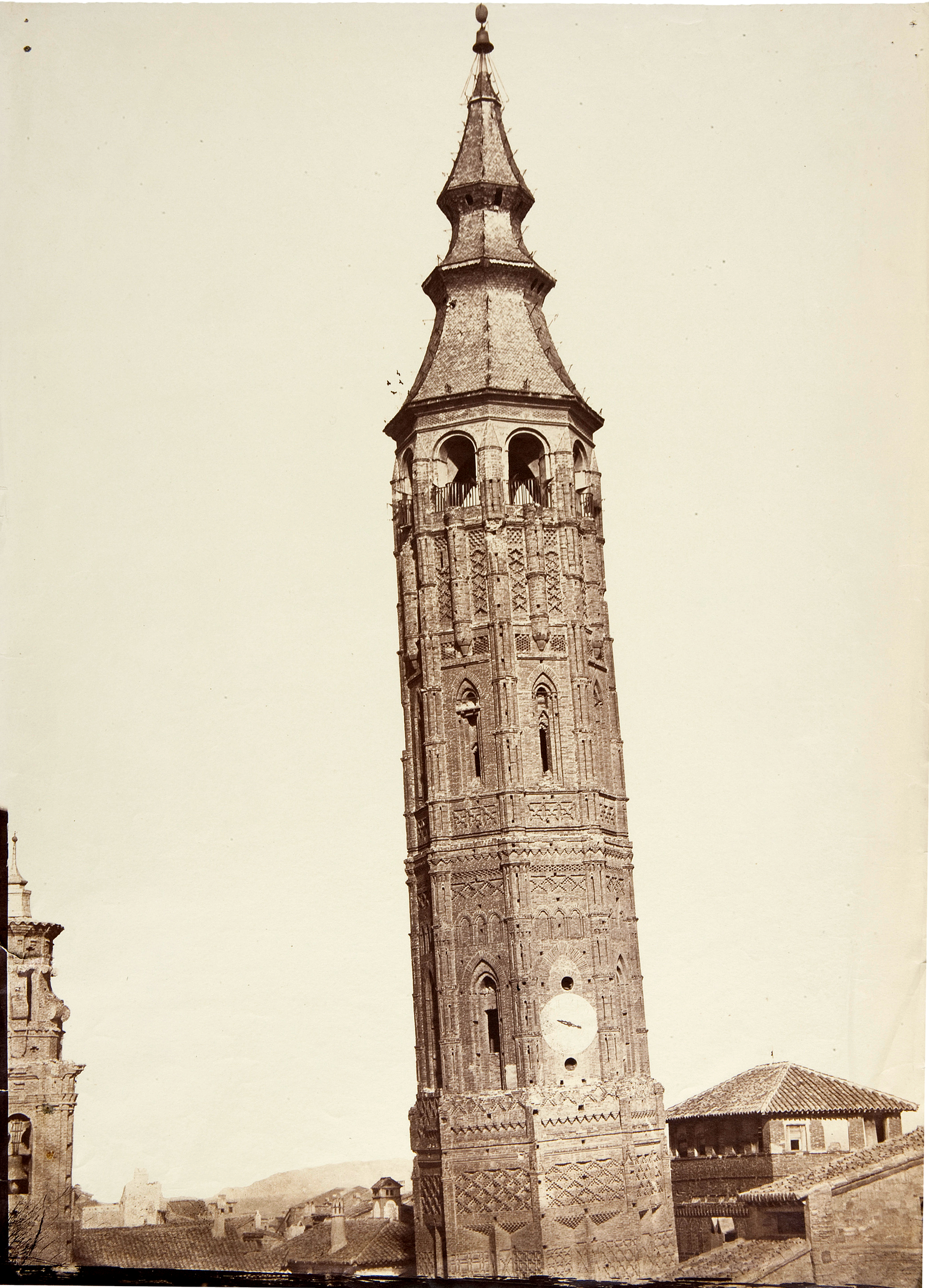
Charles Clifford, Torre Nueva de Zaragoza, ca. 1860, albúmina sobre papel, 432 x 313 mm. Museo del Prado.

La desaparecida Torre Nueva que se ubicaba en esta plaza fue todo un icono popular y de la ciudad; contaba con la singularidad de que estaba inclinada y servía de mirador de la ciudad.
La torre fue construida a principios del siglo XVI en ladrillo al estilo mudéjar y convirtiéndose desde el mismo siglo en un gran símbolo de la ciudad. El Ayuntamiento decidió demolerla en 1892 alegando su peligro de ruina y de la inclinación. Esto obtuvo como respuesta una dura oposición de la gran parte de la población y de los intelectuales pero no se pudo hacer nada y finalmente fue demolida.
- Datos: Q3392160
- Multimedia: Plaza de San Felipe (Zaragoza) / Q3392160